# Carlos Antonio López
Carlos Antonio López Ynsfrán (Asunción, 4 novembre 1792 – Asunción, 10 settembre 1862) è stato un politico e avvocato paraguaiano.
Fu console, poi presidente del Paraguay dal 1841 fino alla morte.

## Biografia
Nacque nel barrio di Manorá in una povera famiglia di otto figli, figlio dello spagnolo Miguel Cirilo Lopez de Villamayor (1760-1826) e di Juana Melchora Ynsfran Ascona (1770-1866), di origini indigene, si laureò al Real Colegio y Seminario de San Carlos e iniziò poi a esercitare la professione di avvocato, che gli permise di sviluppare connessioni influenti. Attirò l'ostilità del dittatore José Gaspar Rodríguez de Francia, suo presunto zio, che lo costrinse a nascondersi per diversi anni. Tenutosi in disparte dalla vita politica durante la dittatura, nel 1841 fu nominato dal tenente Mariano Roque Alonso, di cui era consigliere, segretario del governo militare che assunse il potere dopo la morte del dittatore.
Nello stesso anno López fu eletto dal Congresso console per tre anni assieme ad Alonso (1841-1844). Il 13 marzo 1844 il Congresso si riunì e, ritenendo esauriti i compiti del governo consolare, elesse presidente della Repubblica per dieci anni López, riconfermandolo nel 1854 per tre anni e nel 1857 per altri dieci. Nel 1844 López promulgò la Carta Orgánica e nel 1845 cominciò a pubblicare “El Paraguayo Independiente”, il primo periodico nazionale, redatto quasi completamente da lui.
López ruppe l'isolamento del Paraguay aprendolo al commercio internazionale, modernizzò il Paese incrementando la produzione, costruendo le prime ferrovie, creando una flotta fluviale e industrie siderurgiche. Dotò lo Stato di un Arsenale e di un esercito moderno ed efficiente, con cui partecipò alla “guerra grande” contro il dittatore argentino Juan Manuel de Rosas (1845-1852). Curò l'amministrazione i lavori pubblici e l'istruzione primaria, che rese gratuita e obbligatoria, e conferì la cittadinanza agli indigeni. Per la sua opera riformatrice e miglioratrice, il Paraguay fu definito “la Prussia in potenza” dell'America Latina.
In contrasto con l'operato di Francia, López favorì l'arricchimento e l'ascesa politica della propria famiglia, e designò come proprio successore il figlio Francisco Solano.

## Famiglia[2][3]
Moglie:
- Juana Pabla Carillo Viana (18 giugno 1807 - 12 luglio 1872)

Figli:
- Cipriano Lopez
- Francisco Solano Lopez (1827 - 1870)
- Juana Inocencia Lopez
- Venancio Lopez
- Monica Lopez
- Benigno Lopez (c.a 1830 - ?)
- Josè Lopez